# Daemia tomentosa
Daemia tomentosa là một loài thực vật có hoa trong họ La bố ma. Loài này được (L.) Vatke mô tả khoa học đầu tiên năm 1876.